# Loma Linda, Oaxaca
Loma Linda är en ort i Mexiko.   Den ligger i kommunen San Pedro Quiatoni och delstaten Oaxaca, i den sydöstra delen av landet, 400 km sydost om huvudstaden Mexico City. Loma Linda ligger 992 meter över havet och antalet invånare är 211.
Terrängen runt Loma Linda är huvudsakligen lite bergig. Loma Linda ligger nere i en dal. Runt Loma Linda är det glesbefolkat, med 11 invånare per kvadratkilometer. Närmaste större samhälle är San Juan Juquila, 8,6 km nordost om Loma Linda. I omgivningarna runt Loma Linda växer huvudsakligen savannskog.